# Nigramma mediolinea
Nigramma mediolinea là một loài bướm đêm trong họ Noctuidae.